# Кингсбери, Дональд
Дональд Кингсбери (англ. Donald Kingsbury, 12 февраля 1929, Сан-Франциско, Калифорния) — канадский математик и писатель-фантаст американского происхождения, наиболее известный своим романом «Courtship Rite». Учился в университете Макгилла, впоследствии начал преподавать математику в нём же.

## Биография
Дональд Кингсбери родился 12 февраля 1929 года в семье горного инженера в Сан-Франциско, Калифорния. Детство провёл в Новой Гвинее, Нью-Мексико и Нью-Гемпшир. Также проездом побывал в Японии, Китае и Индонезии. В 1948 году он переехал в Монреаль для обучения в университете Макгилла. В 1953 году получил канадское гражданство. Развёлся, имеет двух сыновей.
Научной фантастикой заинтересовался ещё в детстве когда прочитал комикс «Brick Bradford». Позже познакомился с творчеством Герберта Уэллса. Первую свою фантастическую историю написал ещё в 16 лет, но её не напечатали. В общем ко времени написания «The Ghost Town» в 1952  Кингсбери написал 25 рассказов, ни один из которых не опубликовали. Свой первый роман он начал писать когда журнал Galaxy Science Fiction объявил конкурс с призом в 1000$, роман назывался «The Finger Pointing Solward», однако автор не закончил его на сегодня. Действия во всех опубликованных произведениях Дональда Кингсбери происходят в одной вселенной, такой подход автор выбрал после знакомства с «Фондом» Айзека Азимова.